# 石田健人マルク
石田 健人マルク（いしだ けんとマルク、1995年7月18日 - ）は、スペイン・アンダルシア州マラガ県マラガ生まれ、名古屋市天白区出身の元プロ野球選手（投手）。右投右打。
2020年シーズンから引退まで「マルク」を登録名に使用していた。

## 経歴

### プロ入り前
父はベルギー出身の料理人で母は日本出身であり、父がスペイン在住時に誕生、その後生後3か月で日本に移住した。
名古屋市立しまだ小学校・名古屋市立久方中学校を経て東邦高等学校に進学した。小学生時代は軟式の名古屋平針HBC少年野球クラブ、中学も同様に軟式野球チーム名古屋HBCクラブに所属した。
東邦高校時代の2年秋には丸山泰資から背番号1を継ぎエースとして活躍した。しかし直後の2年冬に投球フォームがわからなくなるイップス状態に陥った。3年の春夏も2桁ではあるが背番号はもらったものの、登板機会はなかった。
2014年4月から龍谷大学社会学部社会学科へ入学し硬式野球部へ入部。未だイップスの影響はあったが、テニスラケットを振るトレーニングなどで徐々に調子を取り戻していった。同年秋にリーグ戦初登板を果たし、2年となった2015年の春のリーグ戦では7試合に登板し、1勝1敗防御率2.32という成績を残した。しかしその後は怪我により登板機会が激減し、4年となった2017年は背番号14番を付けたが秋のリーグ戦に2試合登板したのみであった。また、この4年の秋にはその独特なフォームから違反投球を指摘されることもあった。
10月26日の育成ドラフト会議において中日ドラゴンズから2位で育成指名を受けた。その後11月6日には瀬田キャンパスで中田宗男スカウト部長から指名あいさつを受け、支度金200万円、年俸300万円で仮契約を結び、11月27日の中日ドラゴンズ2017年度新入団選手発表会で背番号は209と発表された。

### 中日時代
2018年は、二軍公式戦への登板なしに終わった。
2019年は、二軍公式戦初登板を経験し、シーズンで18試合、22と2/3イニングに登板し、0勝1敗、防御率1.99の成績を残した。
2020年、同年から登録名を「マルク」に変更した。9月23日、この日までウエスタン・リーグでリリーフとして20試合に登板し、防御率2.29の好成績を残していたことが評価され、支配下選手登録された。背番号は82に変更となった。10月10日の読売ジャイアンツ戦でプロ初登板を果たし、1回を1失点という内容だった。オフに背番号を53に変更した。
2021年は、ウエスタン・リーグでは42試合に登板し、2勝4敗5セーブ、防御率3.66の成績を残したが、一軍登板なしに終わった。
2022年は、ウエスタン・リーグでは48試合に登板し2勝3敗・防御率3.25、リーグ最多となる13セーブを記録したが、一軍登板は2試合のみにとどまった。シーズン終了後の10月4日に戦力外通告を受け、12月2日に自由契約公示された。

### 現役引退後
その後トライアウトも受験したが、現役を引退。引退後はイベント推進部の球団スタッフとして再び中日ドラゴンズに携わっている。

## 選手としての特徴
長身でグラブを大きく上げて跳ねるように投げる腕の出所の見えづらいフォームが特徴。制球力とクイック投法に課題がある。

## 詳細情報

### 年度別投手成績
| 年 度     | 球 団     | 登 板 | 先 発 | 完 投 | 完 封 | 無 四 球 | 勝 利 | 敗 戦 | セ 丨 ブ | ホ 丨 ル ド | 勝 率 | 打 者 | 投 球 回 | 被 安 打 | 被 本 塁 打 | 与 四 球 | 敬 遠 | 与 死 球 | 奪 三 振 | 暴 投 | ボ 丨 ク | 失 点 | 自 責 点 | 防 御 率 | W H I P |
| --------- | --------- | ----- | ----- | ----- | ----- | -------- | ----- | ----- | -------- | ----------- | ----- | ----- | -------- | -------- | ----------- | -------- | ----- | -------- | -------- | ----- | -------- | ----- | -------- | -------- | ------- |
| 2020      | 中日      | 3     | 0     | 0     | 0     | 0        | 0     | 0     | 0        | 0           | ----  | 17    | 3.0      | 5        | 1           | 3        | 0     | 0        | 3        | 0     | 0        | 4     | 4        | 12.00    | 2.67    |
| 2022      | 中日      | 2     | 0     | 0     | 0     | 0        | 0     | 0     | 0        | 0           | ----  | 15    | 3.0      | 5        | 0           | 2        | 0     | 0        | 0        | 0     | 0        | 4     | 4        | 12.00    | 2.33    |
| 通算：2年 | 通算：2年 | 5     | 0     | 0     | 0     | 0        | 0     | 0     | 0        | 0           | ----  | 32    | 6.0      | 10       | 1           | 5        | 0     | 0        | 3        | 0     | 0        | 8     | 8        | 12.00    | 2.50    |

### 年度別守備成績
| 年 度 | 球 団 | 投手  | 投手  | 投手  | 投手  | 投手  | 投手     |
| 年 度 | 球 団 | 試 合 | 刺 殺 | 補 殺 | 失 策 | 併 殺 | 守 備 率 |
| ----- | ----- | ----- | ----- | ----- | ----- | ----- | -------- |
| 2020  | 中日  | 3     | 0     | 0     | 0     | 0     | ----     |
| 2022  | 中日  | 2     | 0     | 1     | 0     | 0     | 1.000    |
| 通算  | 通算  | 5     | 0     | 1     | 0     | 0     | 1.000    |

### 記録
初記録
- 初登板：2020年10月10日、対読売ジャイアンツ22回戦（ナゴヤドーム）、8回表に4番手で救援登板、1回1失点
- 初奪三振：同上、8回表に大城卓三から空振り三振

### 背番号
- 209（2018年 - 2020年9月22日）
- 82（2020年9月23日 - 同年終了）
- 53（2021年 - 2022年）

### 登録名
- 石田 健人マルク（いしだ けんとマルク、2018年 - 2019年）
- マルク（2020年 - 2022年）